# San Vicente la Mesilla
San Vicente la Mesilla är en ort i Mexiko.   Den ligger i kommunen Tzimol och delstaten Chiapas, i den sydöstra delen av landet, 800 km sydost om huvudstaden Mexico City. San Vicente la Mesilla ligger 627 meter över havet och antalet invånare är 2 604.
Terrängen runt San Vicente la Mesilla är varierad. Runt San Vicente la Mesilla är det ganska glesbefolkat, med 35 invånare per kvadratkilometer. Närmaste större samhälle är Comitán, 18,5 km öster om San Vicente la Mesilla. Omgivningarna runt San Vicente la Mesilla är en mosaik av jordbruksmark och naturlig växtlighet.